# Doctor of Education
O Doctor of Education (Ed.D. ou D.Ed.) é (dependendo da região e da universidade) uma pesquisa ou doutorado profissional que se concentra no campo da educação. . Prepara o titular para cargos acadêmicos, de pesquisa, administrativos, clínicos ou profissionais em instituições educacionais, civis, privadas ou públicas. Existem diferenças consideráveis na estrutura, conteúdo e objetivos entre as regiões. Nos EUA, por exemplo, o EdD geralmente é um doutorado profissional para profissionais que trabalham ou estão aprendendo e tem um grande componente de ensino com uma tese .

## História
A história e as raízes do EdD podem ser encontradas nos Estados Unidos. Outros países ou regiões adotaram ou desenvolveram o prêmio muito mais tarde, muitas vezes seguindo convenções diferentes e com estruturas diferentes. As informações abaixo, portanto, dizem respeito aos Estados Unidos. Para algumas outras regiões, pelo menos no Reino Unido, informações básicas podem ser encontradas mais adiante nesta página sob os títulos regionais designados.
Quando as universidades de pesquisa foram estabelecidas no final do século 19 nos Estados Unidos, elas concediam doutorados principalmente em ciências e, posteriormente, em artes. No início do século 20, essas universidades começaram a oferecer doutorado em áreas profissionais. Os primeiros graus profissionais foram concedidos em medicina e direito. Pouco tempo depois, em resposta à demanda da sociedade por profissionais especializados, os doutorados começaram a ser concedidos em educação. 